# 참오동나무
참오동나무(-梧桐--)는 꿀풀목 오동나무과의 겨울에 잎이 지는 큰키나무다.
높이는 15m이다. 잎은 마주나며 넓은 난형, 난형, 끝은 뾰족하고, 밑은 심장형, 길이 15-30cm, 표면에 털이 밀생하고, 가장자리는 밋밋하며 잎자루의 길이 8-20cm이다. 꽃은 연한 자주색, 자주색의 점선이 많으며, 가지나 줄기 끝에 원추꽃차례로 달린다. 꽃받침은 넓은 종 모양이며, 끝이 둔하고, 꽃자루와 함께 갈색 털이 빽빽하다. 화관은 깔때기 모양의 종형, 길이 5-6cm, 겉에 선모가 있다. 열매는 삭과로 둥근 모양이며 끝이 뾰족하다.
정원수로 심으며 목재는 옷장, 악기 재료로 이용한다.

## 갤러리

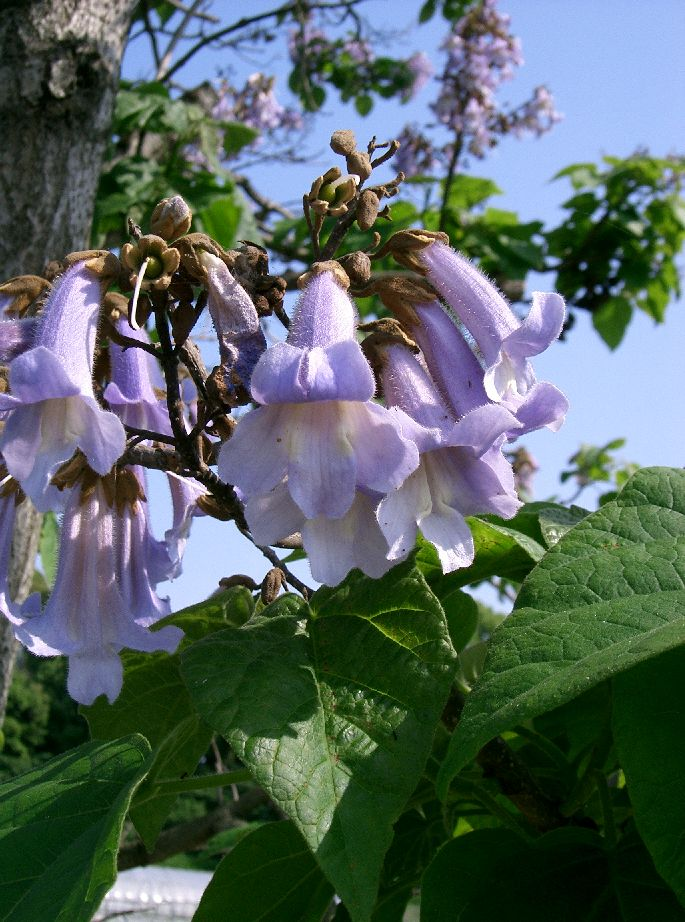
꽃
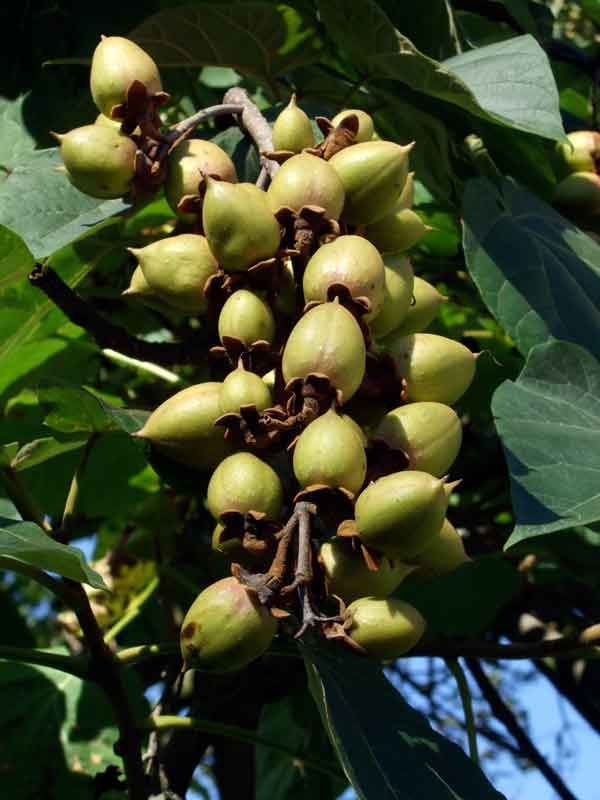
열매
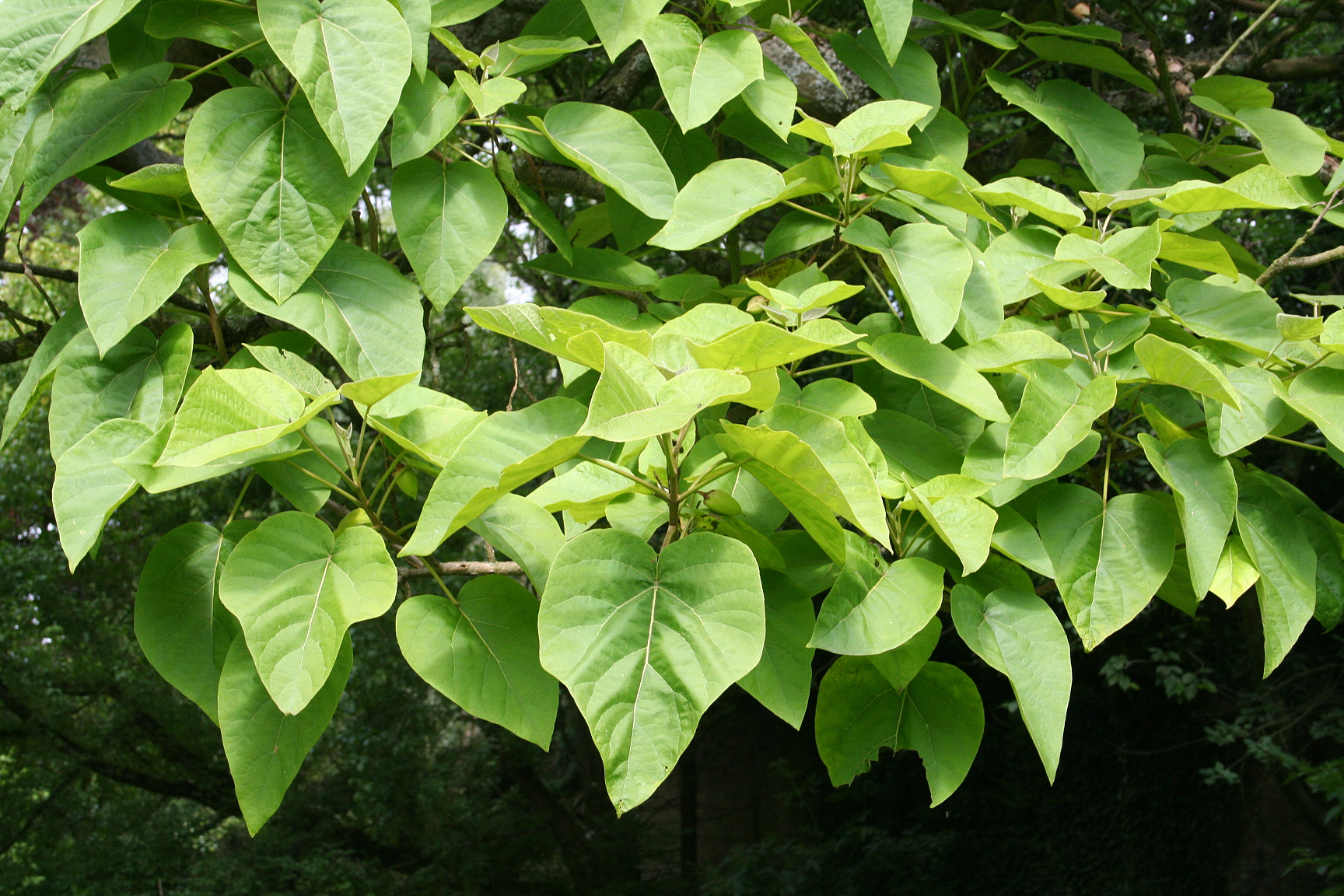
잎

## 같이 보기
- 오동나무

## 참고 문헌
- 이 문서에는 다음커뮤니케이션(현 카카오)에서 GFDL 또는 CC-SA 라이선스로 배포한 글로벌 세계대백과사전의 내용을 기초로 작성된 글이 포함되어 있습니다.